# Orgellandschaft Südniedersachsen

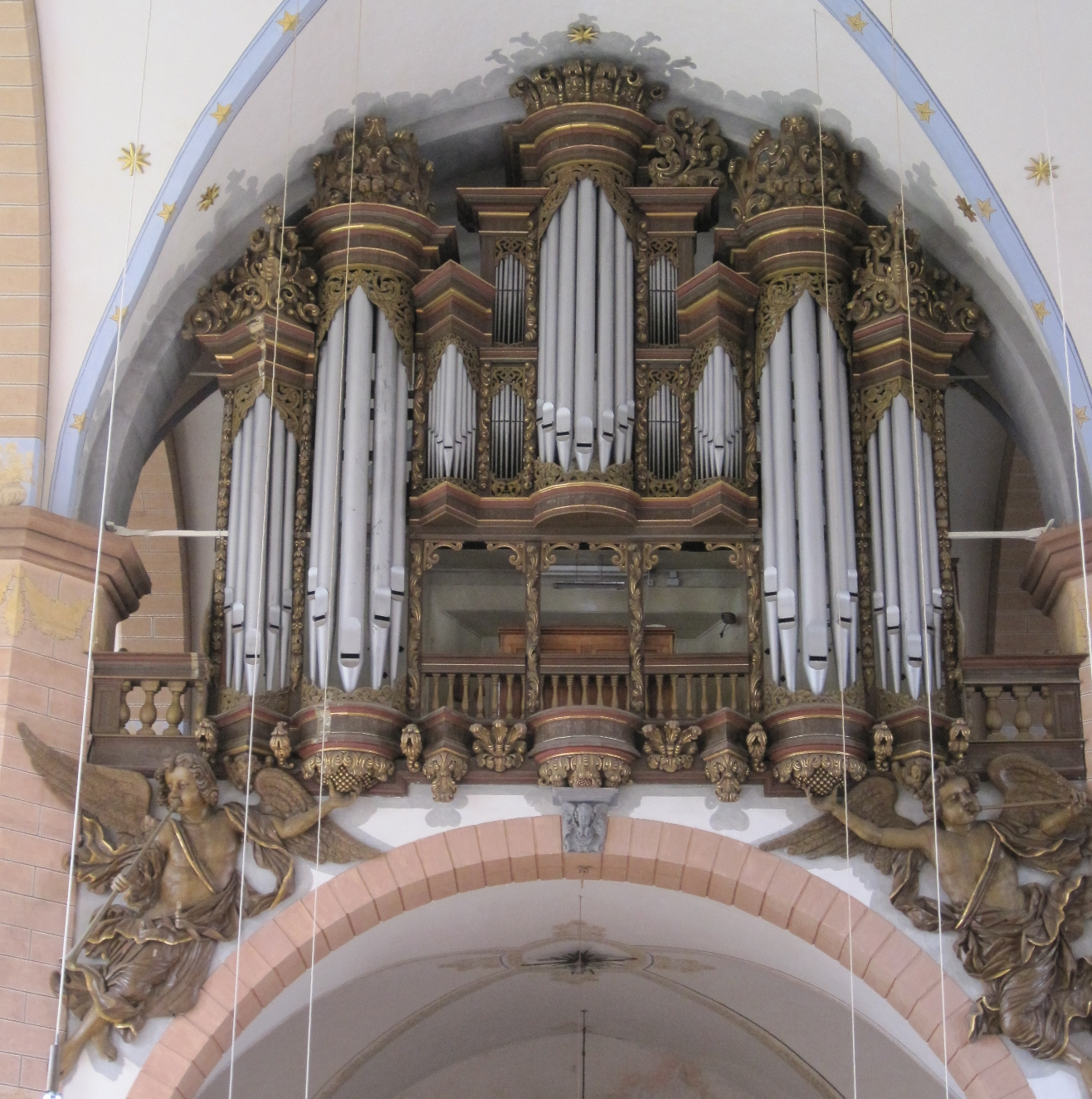
Schweimb-Orgel in Lamspringe (1696)

Die Orgellandschaft Südniedersachsen umfasst das Gebiet der Landkreise Goslar, Göttingen, Hameln-Pyrmont, Hildesheim, Holzminden und Northeim sowie die Stadt Salzgitter.
Über 70 historische Orgeln vom 17. bis 19. Jahrhundert sind in der südniedersächsischen Orgellandschaft vollständig oder in Teilen erhalten. In Einbeck, Herzberg am Harz, Hildesheim und Göttingen entstanden einflussreiche Orgelwerkstätten mit teils langer Familientradition. Hinzu traten Einflüsse aus den benachbarten Regionen wie Hamburg, Thüringen, Ostwestfalen und Hessen. In der Moderne zeichnet sich der Kulturraum durch zahlreiche Restaurierungen und Rekonstruktionen historischer Instrumente aus, die durch einige überregional bedeutende Neubauten unterschiedlichster Stilrichtungen ergänzt werden.
Schwerpunkt dieses Artikels bilden die historischen Instrumente, die noch ganz oder teilweise erhalten sind. Nähere Details zu einzelnen Werken finden sich in der Liste von Orgeln in Südniedersachsen.

## Gotik und Renaissance

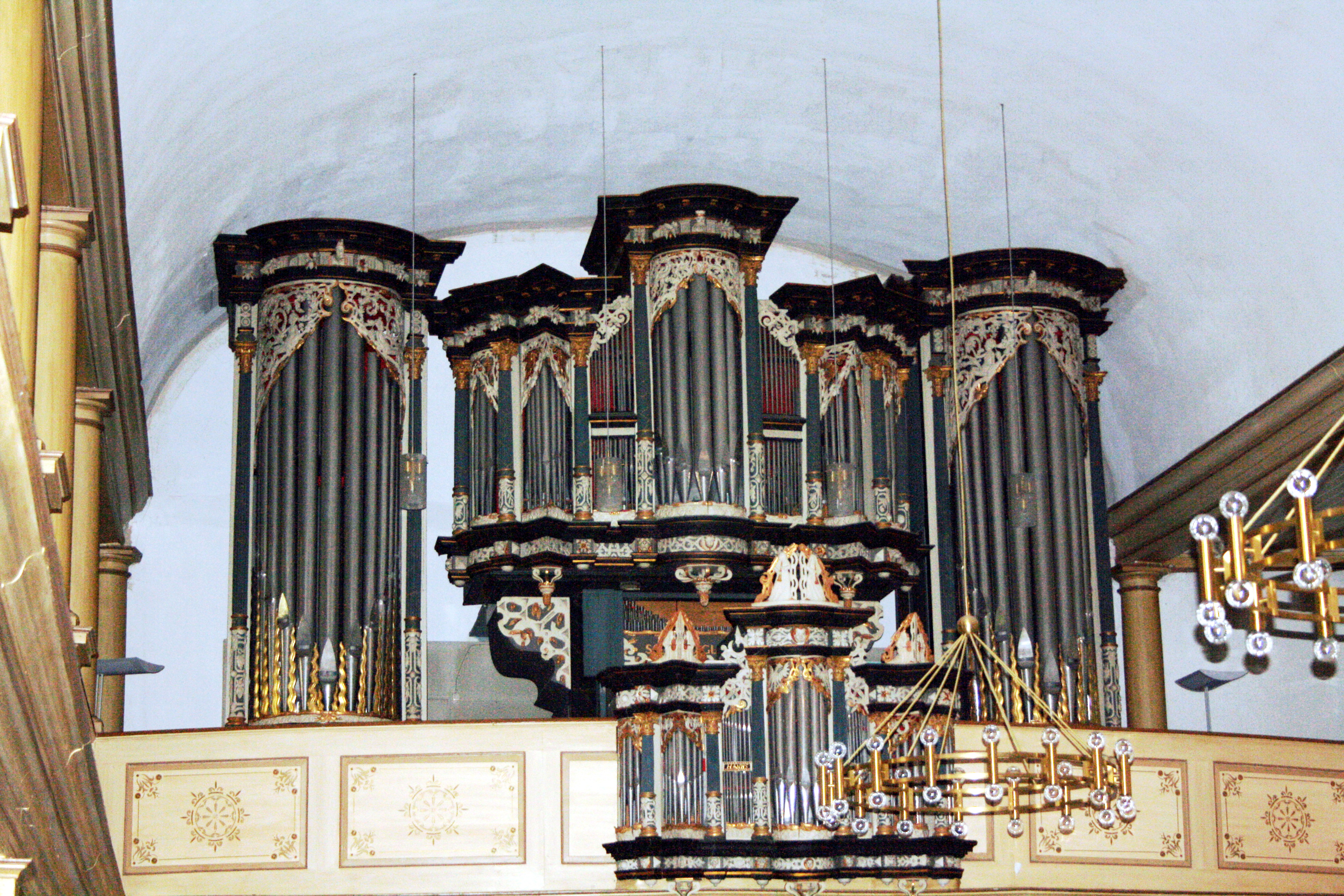
Renaissance-Prospekt in Burgdorf (1585)

Die ersten Orgeln sind im 14. Jahrhundert in größeren Stadtkirchen nachweisbar. In Hildesheim ist als erster Orgelbauer Conrad von Bernstorp namentlich greifbar, der im Jahr 1382 den Auftrag für einen Orgelneubau in St. Michael erhielt. Möglicherweise hatte er auch die Orgel im Hildesheimer Dom von 1367 geschaffen. Diese spätmittelalterlichen Instrumente verfügten über ein Blockwerk, das nur den vollen Orgelklang, aber noch keine Scheidung der einzelnen Pfeifenreihen (Register) ermöglichte. Erst mit der Erfindung der Spring- und Schleifladen im 15. Jahrhundert konnten Einzelregister angesteuert werden. Um 1600 baute Meister Henning Hencke (* um 1550; † vor 1620) drei neue Orgelwerke in Hildesheim: St. Lamberti (1590), St. Michaelis (1599) und St. Godehard (1612–1617). Ab 1612 begann er mit dem Neubau einer zweimanualigen Domorgel, die anscheinend im Jahr 1617 von Meister Conrad Abtt mit über 30 Registern vollendet wurde. Michael Praetorius führt in seiner Organographia (Syntagma musicum, Band 2, 1619) die damalige Disposition an (II/P/23) und weist auf die neuartige Konstruktion des Balgwerks „mit einer einzigen Falten“ hin.
Während alle diese Orgeln später ersetzt wurden, blieb der Prospekt der Orgel von Hans Scherer dem Älteren in der Hildesheimer St.-Georgi-Kirche von 1585 in Burgdorf erhalten. Das Instrument ist ein frühes Beispiel für den norddeutschen Werkaufbau, bei dem über verschiedene Klaviaturen (Manuale und Pedal) verschiedene Werke, die in separaten Gehäusen aufgestellt waren, angespielt werden können. Im Hamburger Prospekt fand dieser Werkaufbau seine klassische Gestalt. Das Hauptwerk der Burgdorfer Orgel bildet den oberen Teil, während das Brustwerk unmittelbar über dem Spieltisch angebracht ist, flankiert von zwei freistehenden Pedaltürmen. In der Emporenbrüstung befindet sich das Rückpositiv in verkleinerter Gestalt des Hauptwerks, deren Gehäuse durch einen runden Mittelturm und spitze Ecktürme gegliedert werden, zwischen denen zweigeschossige Flachfelder angebracht sind. Profilierte Gesimse, korinthische Säulen, Akanthus-Schleierwerk in den Pfeifenfeldern, aufsteigende Flammenornamente zwischen den Frontpfeifen im Pedal und bekrönendes Schnitzwerk auf dem Rückpositiv verzieren die Orgel reichlich.
Im Zeitalter der Gotik und der Renaissance erfüllte die Orgel im Gottesdienst eine ausschließlich liturgische Funktion. Sie übernahm im Wechsel mit dem Chor oder dem Vorsänger die Aufführung von Teilen der Liturgie, wurde aber nicht zur Begleitung des Gemeindegesangs eingesetzt. In den katholischen Kirchen wurde diese Tradition auch nach Einführung der Reformation fortgeführt, während sie in den evangelischen Kirchen an Bedeutung verlor.

## Barock

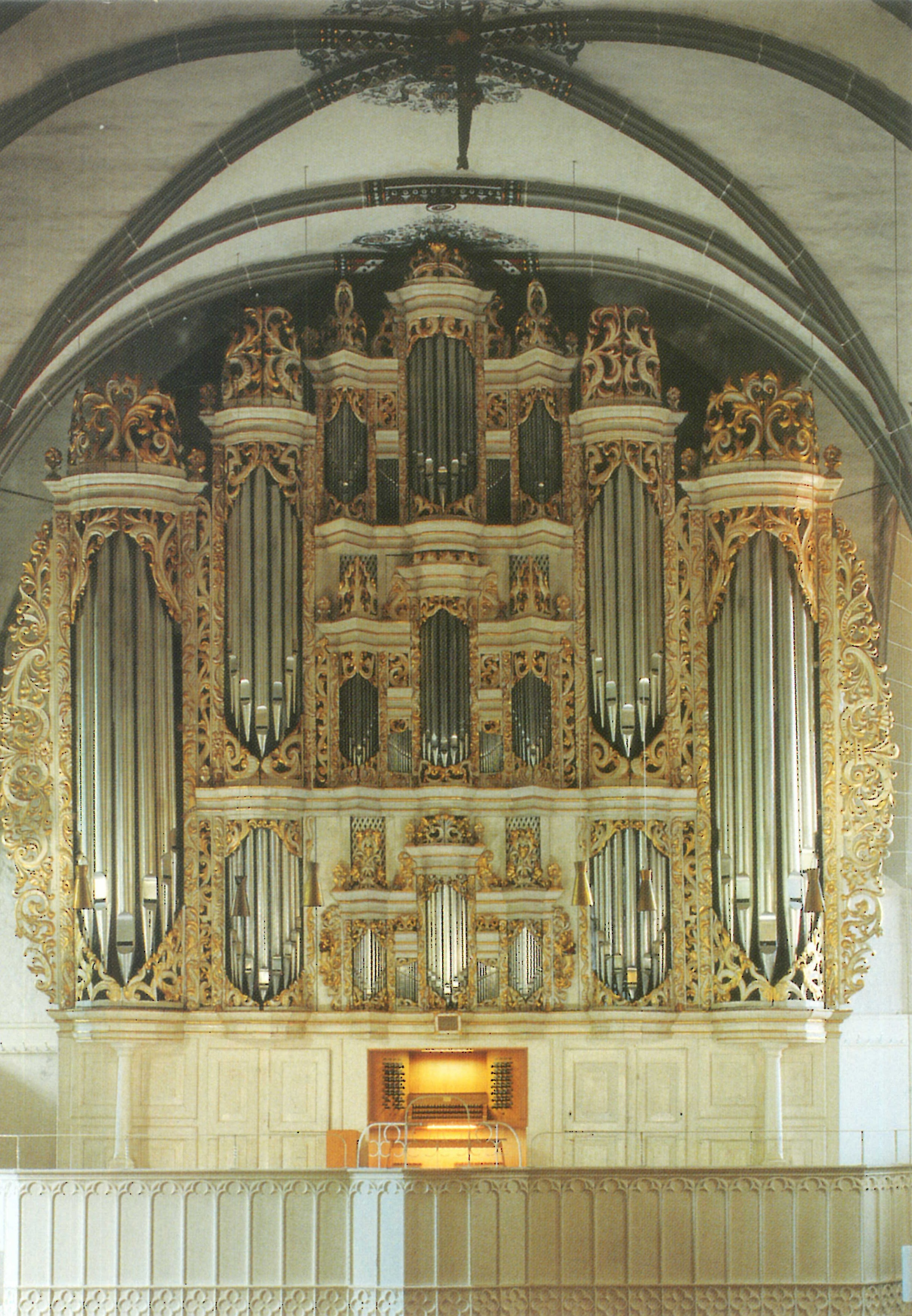
Gloger-Orgel in Northeim, St. Sixti (1732)

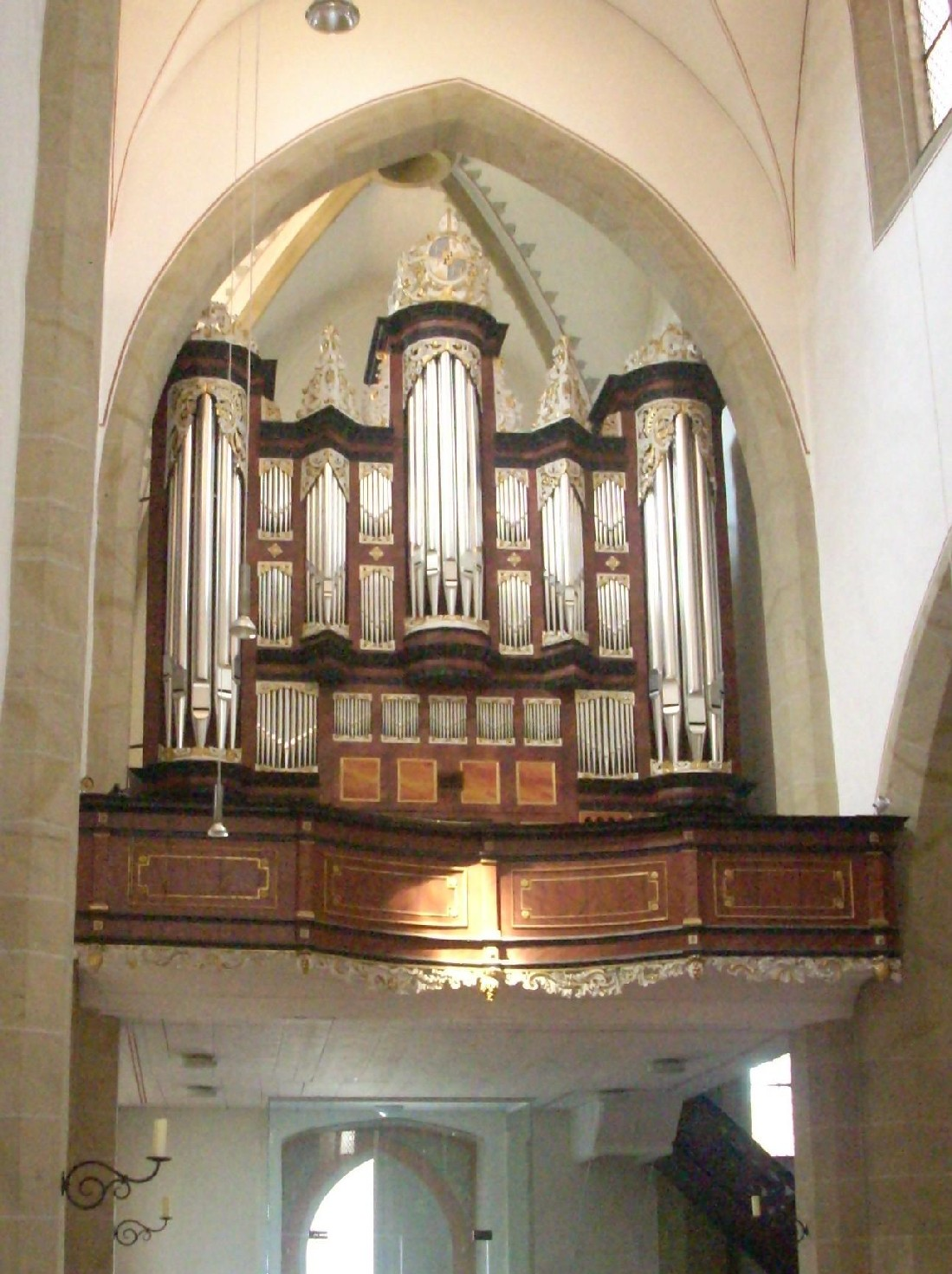
Vater-Orgel in Marienrode (1752)

Der norddeutsche Orgelbau erlebte im Zeitalter des Barock einen Höhepunkt und erstreckte seinen Einfluss auch auf Südniedersachsen. Das Werkprinzip, das bereits in der Renaissance entwickelt wurde, fand seine klassische Form in der Aufstellung räumlich getrennter Werke. Vielfach blieben die repräsentativen barocken Prospekte erhalten, auch wenn im Laufe der Zeit Register oder das ganze Innenwerk ersetzt wurden. Kleinere Orgeln folgten dem „mitteldeutschen Normaltyp“, der sich durch einen fünfteiligen symmetrischen Prospekt mit drei Pfeifentürmen auszeichnet, die durch zwei Flachfelder verbunden werden. Klangliches Rückgrat einer Barockorgel bildet das Plenum, das auf einem Prinzipalchor basiert und von Flöten- und Zungenregister ergänzt wird.
Das Klangkonzept im Barock war der neuen Verbindung von Orgel und Gemeindegesang geschuldet. Erst zu Beginn des 17. Jahrhunderts wurde die Orgel für die gemeindliche Liedbegleitung verwendet. In den evangelischen Kirchen führte dies zu zahlreichen Orgelneubauten, selbst in kleinen Dorfkirchen. Auf katholischer Seite entstanden im Zuge der Gegenreformation repräsentative Werke, besonders in größeren Stadtkirchen und den Klosterkirchen.
In Göttingen wohnte Jost Sieburg, der einer Orgelbauerfamilie entstammte und dessen Tätigkeitsgebiet sich über Bremen bis nach Groningen erstreckte. Sein Bruder Johann(es) Just Sieburg baute 1617 bis 1620 eine Orgel in der Göttinger Jakobikirche. Nach deren Wegzug ließen sich Orgelbauer aus Thüringen und Hessen in Göttingen nieder, wie beispielsweise Jost Friedrich Schäffer, der Vater von Johann Friedrich Schäffer, und Christoph Weiß, dessen Prospekt in Hann. Münden, St. Blasius in umgebauter Form erhalten ist. Der Magdeburger Heinrich Herbst der Ältere schuf für Hildesheim eine neue Orgel in St. Paulus (1658) und vollendete 1667 in St. Andreas das Werk von Hans Hinrich Bader aus Unna, der einen westfälischen Einfluss nach Hildesheim brachte. Ab 1661 baute Bader eine weitere Orgel in der Heilig-Kreuz-Kirche. 1686 schuf Herbst eine kleine Orgel für Hoheneggelsen.
Um 1700 entwickelte sich Einbeck zum bedeutendsten Orgelzentrum in Südniedersachsen, was dem Auftreten von Andreas Schweimb zu verdanken ist. Schweimb stammte aus Dedeleben und schuf in verschiedenen rekatholisierten Hildesheimer Feldklöstern Orgeln, die an das Niveau von Arp Schnitger heranreichten. Wohl auf ihn geht die Orgel in Brevörde, St. Urban (um 1690) zurück, die ursprünglich möglicherweise für Höxter gebaut war. Das Werk in Greene (Kreiensen), St. Martini (1687) hat mehrere eingreifende Erweiterungen und Umbauten erfahren, präsentiert aber noch den Prospekt von Schweimb. Ein ähnliches Schicksal hat sein Werk in Langenholzen (1692) erfahren. Um 1870 disponierte Heinrich Vieth Schweimbs Orgel in Heiningen, St. Peter und Paul von 1698 um. Seine Orgel in Lamspringe, St. Hadrian und Dionysius (1691–1696) wurde zwar 1876 und 1959 von Philipp Furtwängler & Söhne eingreifend umgebaut, enthält aber noch 15 originale Schweimb-Register ganz und vier teilweise. Die große Orgel in Salzgitter-Ringelheim, St. Abdon und Sennen wurde um 1700 von Schweimbs Nachfolger Johann Jacob John vollendet; 13 Register von Schweimb sind bis heute erhalten. Sie zählt zu den wenigen großen Klosterorgeln Südniedersachsens. Auch das begonnene Werk in Kloster Riechenberg (1696) wurde von John fortgeführt. Im Gegensatz zum Orgeltypus norddeutsch-niederländischer Prägung verzichteten Schweimb und John auf das Rückpositiv, setzten, anders als Schnitger, weiterentwickelte Springladen ein und erweiterten den Manualumfang von C, D und Dis bis e3.
Johann Georg Müller (um 1670–1750) aus Sankt Andreasberg begründete 1692 in Hildesheim eine Orgelwerkstatt und baute für die St.-Magdalenen-Kapelle 1733 ein Werk, dessen Prospekt erhalten ist. Sein Sohn Johann Conrad Müller (1704–1798) führte die Werkstatt bis zu seinem Tod fort. Von Vater und Sohn ist die Orgel in Almstedt (1746), von Johann Conrad stammen die unverändert erhaltene kleine Orgel in der Gutskapelle Welsede (1735) und die Werke in Schmedenstedt und Schellerten (1769) sowie Vöhrum (1778).
Zu Beginn des 18. Jahrhunderts erstreckte sich der Einfluss der Schnitger-Schule auch auf das Gebiet Südniedersachsens. Johann Matthias Naumann war ein Meistergeselle von Arp Schnitger, der 1702 dessen große Orgel in Zellerfeld vollendete, die über 55 Register verfügte. Die Disposition ist bei Johann Hermann Biermann in seiner Organographia Hildesiensis specialis von 1738 überliefert. Naumann machte sich in Hildesheim selbstständig, wo er im Dom einen Orgelumbau vornahm (1703–1706) und von 1712 bis 1717 in St. Lamberti einen großen Neubau durchführte (III/P/47). Für Groß Förste, St. Pankratius schuf er 1708/09 und für die Neuwerkkirche Goslar 1725/26 Orgelneubauten. Von Hildesheim aus führte auch der Schnitger-Geselle Andreas Müller die Bauweise seine Lehrmeisters fort. Christian Vater war ein weiterer Meistergeselle Schnitgers, der sich eng an dessen Stil anlehnte. Seine Gehäuse sind aber viel einheitlicher gestaltet und zeichnen sich durch einen regelmäßigen Wechsel von Pfeifentürmen und doppelgeschossigen Flachfeldern aus. Auch die Pedaltürme sind durch Flachfelder mit dem Hauptwerk verbunden, sodass breit angelegte Prospekte entstehen. In seinen späteren Werken findet sich nur noch selten ein Rückpositiv. Vaters kleine Orgel in Hohenrode (1749) stand ursprünglich in Gestorf und wurde 1824 überführt. In Kloster Marienrode schuf er in den Jahren 1749 bis 1752 ein Werk, dessen Registerbestand heute noch zur Hälfte auf ihn zurückgeht, während von seinem Instrument in Brunkensen (1721) nur noch der Prospekt erhalten ist. Johann Heinrich Gloger und sein Sohn Johann Wilhelm Gloger, Bruder von Dietrich Christoph Gloger, standen im Einflussbereich Schnitgers und bauten um 1732 für die ehemalige Klosterkirche in Marienstein ein zweimanualiges Werk. Die Arbeiten von Johann Heinrich Gloger in Northeim, St. Sixti zogen sich von 1721 bis 1732 hin. Der Prospekt von Christian Hartig und über ein Dutzend Register Glogers blieben trotz späterer Umbauten bewahrt.

## Klassizismus

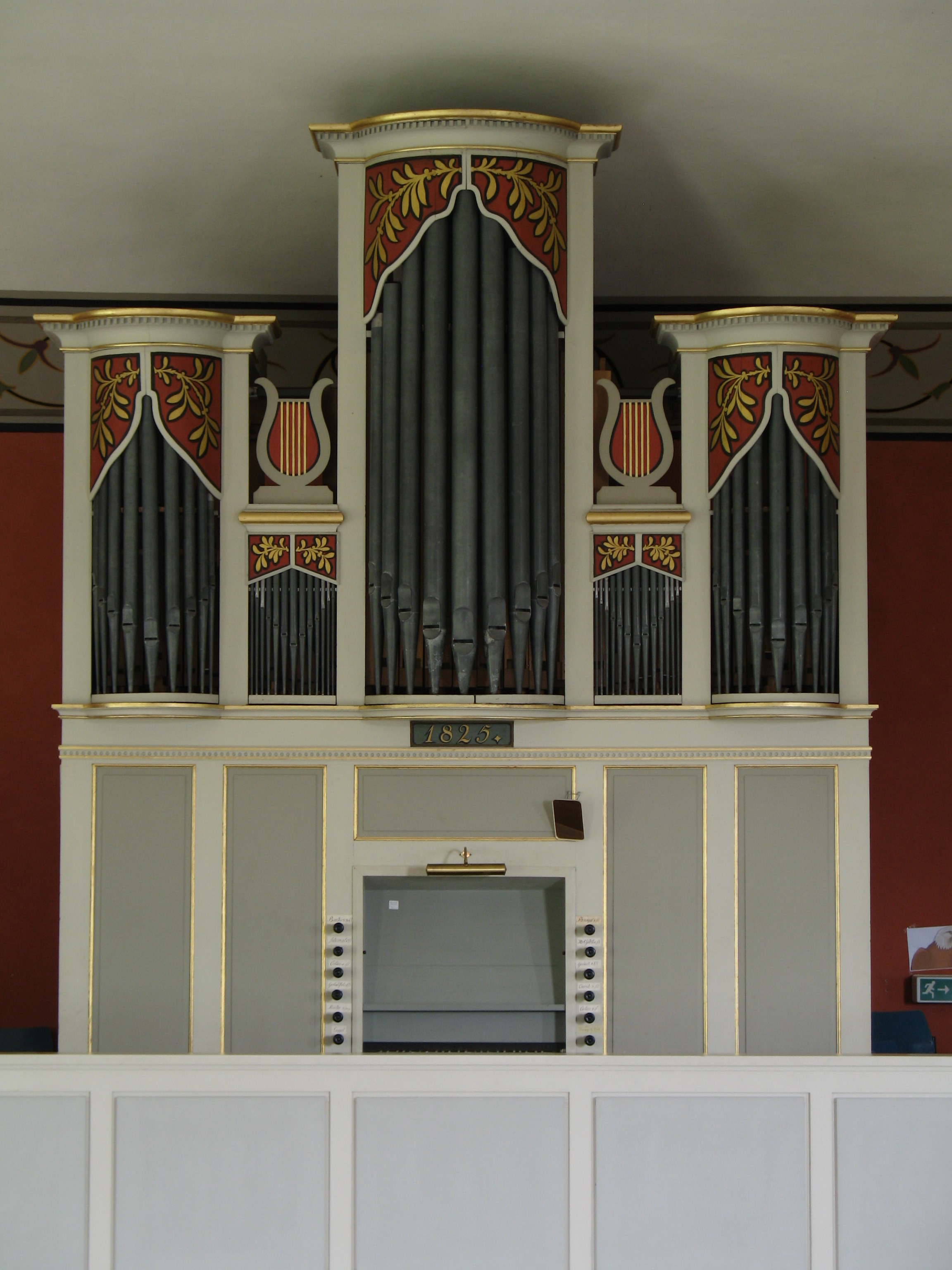
Kuhlmann-Orgel in Barterode (1825)

Der südniedersächsische Kulturraum wurde während der Zeit des Klassizismus stark durch Orgelbauer aus Nordhessen geprägt. In Gottsbüren entstand im 17. Jahrhundert ein Orgelbauzentrum, dessen bedeutendster Vertreter Johann Stephan Heeren war. Heeren baute in Löwenhagen (1772), Wahmbeck (1787), Varlosen (1791), Lenglern (1795), Erbsen (Adelebsen) (1797–1800) und Adelebsen (um 1800, zusammen mit Johann Dietrich Kuhlmann) einmanualige Dorforgeln. Sie sind dem „mitteldeutschen Normaltyp“ zuzurechnen, der sich bereits im Barock herausgebildet hatte. Dieser zeichnet sich durch einen fünfachsigen Prospektaufbau aus, der auf einem Prinzipal in Vierfuß- oder Achtfußlage basiert. Die Basspfeifen sind im hohen runden oder polygonalen Mittelturm aufgestellt, die Pfeifen der mittleren Tonlage in den etwas niedrigeren runden oder spitzen Außentürmen und die Diskantpfeifen in den ein- oder zweigeschossigen Flachfeldern zwischen den drei Türmen. Charakteristisch für Heerens Bauweise ist der breite Rundturm in der Mitte, der von niedrigeren Rundtürmen an den Seiten flankiert wird. Über den Flachfeldern zwischen den Türmen sind bekrönende Vasen oder Urnen angebracht. Im Göttinger Raum war Heeren für die Pflege und Reparatur zahlreicher Instrumente zuständig.
Nahezu baugleich ist die Prospektgestaltung von Johann Wilhelm Schmerbach dem Mittleren, dessen Familienbetrieb im nordhessischen Frieda ansässig war. Einige seiner Orgeln wie in Mengershausen (1798) und Niedergandern (1811) sind mit seitlichem Ankanthus-Schleierwerk verziert. Heerens Schwiegersohn und Nachfolger Johann Dietrich Kuhlmann führte die Familientradition fort und baute die Werke in Hemeln (vor 1820), Barterode (1825) und Scheden (1829). Wie bei Heerens Orgel in Erbsen verwendete Kuhlmann in Barterode massive Schleierbretter als oberen Abschluss der Pfeifenfelder, bekrönte aber die niedrigen Flachfelder mit flachgeschnitzten Leiern und gestaltete seine Mitteltürme in der Regel schlanker.
Einer der wenigen in Südniedersachsen ansässigen Orgelbauer des Klassizismus war August von Werder. Er war kein gelernter Orgelbauer, sondern hatte von einem Tischler, der auch Orgeln reparierte, das Tischlerhandwerk erlernt. Aufgrund seines handwerklichen Geschickes und seines Interesses wandte er sich dem Orgelbau zu und schuf kleine, einmanualige Werke, die in klanglicher Hinsicht noch in spätbarocker Tradition standen. Architektonisch weisen von Werders Werke bereits erste Kennzeichen der Romantik auf: Statt der drei traditionell hervortretenden Türme wird ein flächiger Prospekt bevorzugt, der vor 1850 noch die klassische fünfachsige Gestaltung aufweist, bei späteren Werken aber durch ein großes rundbogiges Mittelfeld geprägt wird. Von seiner Werkstatt in Höckelheim aus war er im Gebiet von Northeim und Göttingen tätig. Bei seinen erhaltenen Werken in Holzerode (1840), Wöllmarshausen (1843), Obernjesa (1844), Bremke (Gleichen) (1848), Settmarshausen (1849), Esebeck (um 1850) und in Berka (Katlenburg-Lindau) (1852) liegt die Zahl der Register zwischen neun und elf.

## Romantik

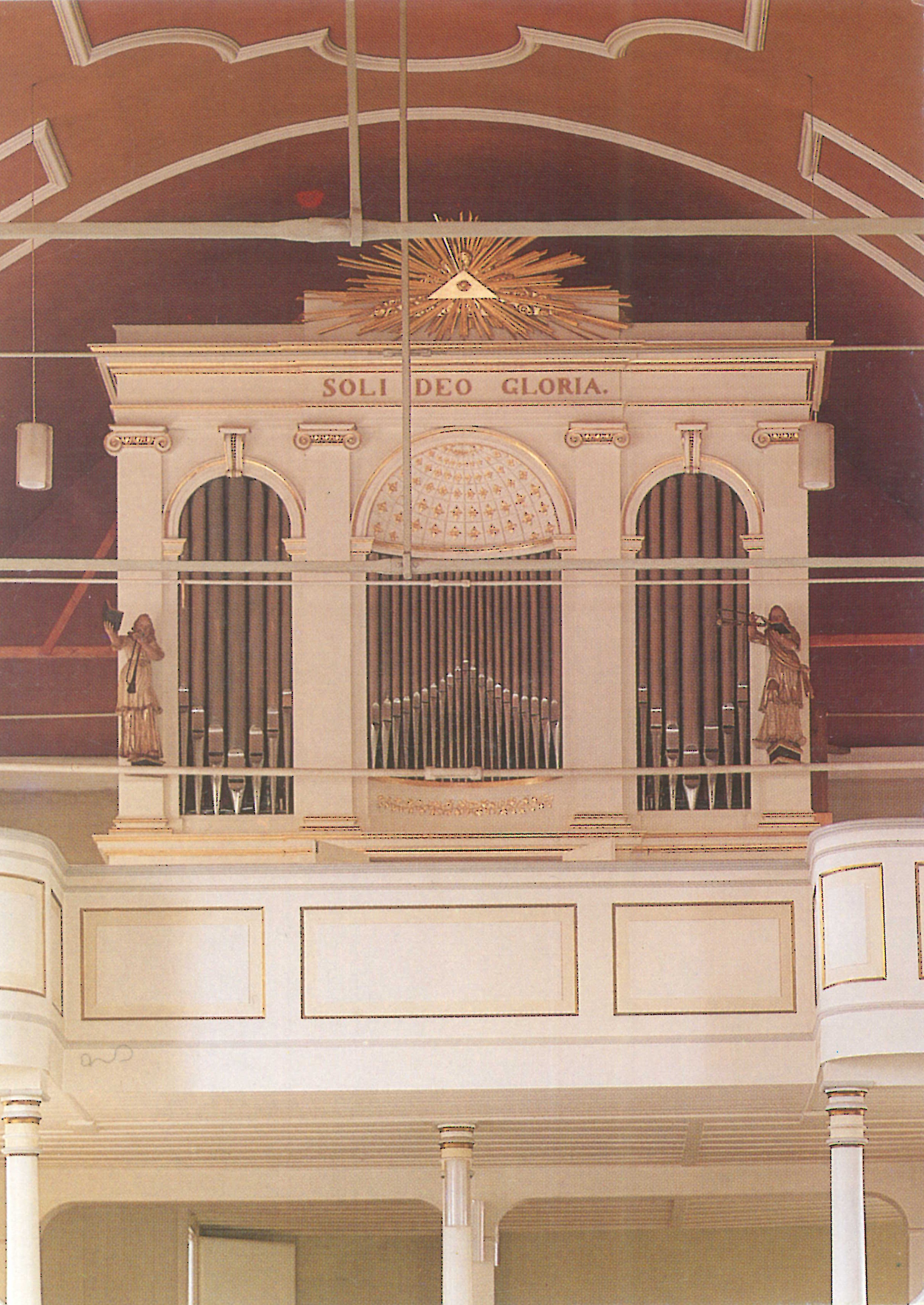
Engelhardt-Orgel in Osterode (1841)

Die Romantik brachte Veränderungen in der Klangästhetik mit sich, die zu entsprechenden Veränderungen im Orgelbau führten. So wurde im südlichen Niedersachsen wie auch sonst in Deutschland das traditionelle Werkprinzip aufgegeben und der flächige Verbundprospekt ohne hervortretende Pfeifentürme bevorzugt. Statt der räumlich getrennten Werke hielten das Hinterwerk und das Schwellwerk Einzug, um größere dynamische Abstufungen zu ermöglichen. Bei den Klangfarben wichen die Aliquot- und Zungenstimmen stärker grundtönigen Labialregistern, insbesondere in der Achtfuß-Tonlage. Gegen Ende des 19. Jahrhunderts setzten sich die pneumatische Orgeltraktur und die neogotische oder neoromanische Prospektgestaltung durch.
Aus den benachbarten Regionen prägten verschiedene Orgelbauer die Orgellandschaft Südniedersachsen. Der hannoversche Hoforgelbauer Ernst Wilhelm Meyer baute 1839 in Groß Hilligsfeld eine Orgel, sein Sohn Eduard Meyer 1845 eine in Klein Berkel. Die Orgelwerkstatt in Gottsbüren wurde im 19. Jahrhundert von Balthasar Conrad Euler fortgeführt, der in Dransfeld (1843–1845), Uslar (1845), Vahlbruch (1845), Hillerse (1848) und Nörten-Hardenberg (1848) mit neuen Orgeln beauftragt wurde.
Um 1829 ließ sich Johann Andreas Engelhardt in Herzberg am Harz nieder und wirkte ausgehend vom Harz bis in die Regionen von Braunschweig und Hannover. Er stammte aus Lossa (Finne) und war vom mitteldeutschen Orgelbau in seiner sächsisch-thüringischen Ausprägung beeinflusst. Klanglich stehen seine Werke noch weitgehend in der Tradition des ausgehenden Barocks, leiten aber auch zum Klassizismus und zur Frühromantik über. Insgesamt gingen über 100 Orgelneubauten aus seiner Werkstatt hervor. Engelhardt hat das südliche Niedersachsen nachhaltig geprägt, so durch neue Werke in Osterode am Harz, St. Jacobi (1841), Oker (1841), Westerode (1843), Dorste (um 1850), Wollershausen (1851), Osterhagen (1854), Scharzfeld (1855), Bad Lauterberg (1859) und Lucklum, Kommendekirche (1861). Seine größte erhaltene Orgel mit 36 Stimmen steht in Herzberg, St. Nicolai, und datiert von 1845. Von seinem Sohn Gustav Carl Engelhardt ist die Orgel in Gladebeck (1861/62) erhalten.
Demgegenüber war Philipp Furtwängler, der in Elze eine Orgelwerkstatt begründete, fortschrittlicher geprägt und stand in starker Konkurrenz zu Meyer. Von seinen zahlreichen Werken im Stil der Romantik seien Dassel (1845), Sudheim (1864) und Markoldendorf (1869) genannt. Nach dem Erlöschen der Firma wurde sie 1883 unter dem Namen P. Furtwängler & Hammer neu gegründet und nach Hannover verlegt. Dort stieg man auf die pneumatische Kegellade um und wandte sich ab 1893 der Röhrenpneumatik und der Taschenlade, ab 1907 auch der elektro-pneumatischen Traktur zu. Die Firma gehört zu den führenden Vertretern des spätromantischen Orgelbaus, die Orgeln in großer Anzahl produzierte.
Im Bereich des Bistums Hildesheim wirkten Heinrich Schaper und August Schaper. Während der Vater bei seinen 52 Orgelneubauten ausschließlich die traditionelle mechanische Schleiflade einsetzte, führte sein Sohn den Bau der Kegellade in der Firma ein. Die meisten ihrer romantischen Werke wurden später umdisponiert und prägen die Kulturregion bis heute. Im Jahr 1864 erbaute Carl Heyder, der ein Schüler des berühmten Johann Friedrich Schulze war, seine Orgel in Langenholtensen. Kleinere Heyder-Orgeln mit je sieben Registern entstanden 1861 in Unterbillingshausen und 1871 in Stockhausen (Friedland). Ein anderer Schüler Schulzes war Carl Giesecke, der ab 1844 in Göttingen wirkte und als weltweiter Zulieferant von Zungenstimmen bekannt wurde. Er schuf Orgeln in Oldenrode (um 1850), Stöckheim (1859/60) und Weende (Göttingen) (um 1860). Louis Krell unterhielt ab 1868 seine Werkstatt in Duderstadt und baute 1884 ein Instrument in Lonau, 1879 eins in Gieboldehausen und 1882 eins in Lindau (Eichsfeld).

## 20. und 21. Jahrhundert

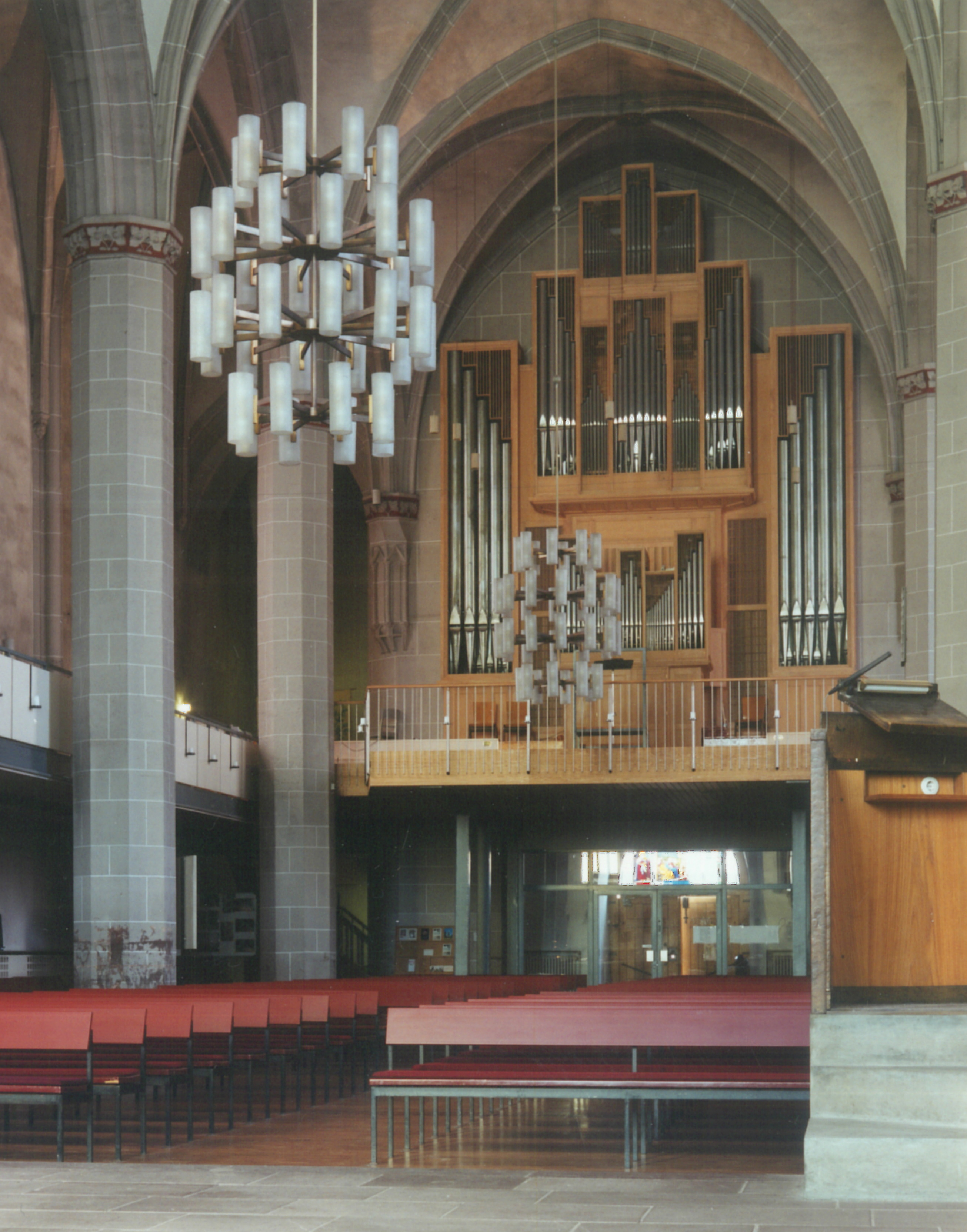
Ott-Orgel in Göttingen, St. Johannis (1960)

Im 20. Jahrhundert ging der südniedersächsische Orgelbau in der allgemeinen Entwicklung des deutschen Orgelbaus auf. Einige Firmen expandierten und blieben in ihrem Wirkungskreis nicht mehr auf eine Region beschränkt, da konfessionelle und geografische Grenzen ihre Bedeutung verloren. Dies führte deutschlandweit zu einer stärkeren stilistischen Angleichung.
Obwohl Furtwängler & Hammer vorwiegend dem romantischen Orgelbau verpflichtet waren, führte die Zusammenarbeit mit Christhard Mahrenholz zu einem zeitweisen Interesse an der Orgelbewegung. Eines der ersten Beispiele dieser Art ist die Orgel der Pfarrkirche St. Marien (Göttingen) von 1925/26, ein späteres das Werk in Bad Sachsa (1955/56). Prominentester Vertreter der Orgelbewegung war Paul Ott, der sich vor allem durch – dem Kenntnisstand der Zeit entsprechende – Restaurierungen historischer Orgeln in Norddeutschland einen Namen machte. In Göttingen schuf er große Werke mit drei oder vier Manualen in der St. Johannis-Kirche (1954–1960), in St. Albani (1964) und in der St.-Jacobi-Kirche (1964–1966) mit mechanischer Spiel- und Registertraktur und neobarocker Disposition.
Der Ott-Schüler Rudolf Janke entwickelte die Bauweise seines Lehrmeisters weiter und legte größeren Wert auf eine sorgfältige Intonation. Stärker als Ott war er den traditionellen Handwerkstechniken und Klangkonzepten verpflichtet und prägte die Orgellandschaft nachhaltig durch zahlreiche Orgelneubauten und durch eine konsequente Restaurierungspraxis. Etliche durch Ott unter Annahme eines erniedrigten Winddrucks restaurierte Orgeln wurden von Janke zurückrestauriert. Hinter historischen Prospekten entstanden neue Werke beispielsweise in Katlenburg (1967), Meinersen (1984) und Wiershausen (1987). Bei ganz neuen Werken baute Janke keine historisierenden Stilkopien, sondern schuf moderne Prospekte, wie in der Kreuzkirche (1965, mit einem einzigen solitären Pedalturm) und Christophorus-Kirche in Göttingen (1967, mit konkaven Gehäusedecken), der Corvinuskirche (1967, mit Spiegelprinzipal im Rückpositiv) und Apostelkirche in Northeim (1971, mit geflammten Kupferpfeifen in Pedal), Helmstedt (1968, mit spanischen Trompeten), der Lutherkirche in Holzminden (1968–1970) und der Martin-Luther-Kirche in Hildesheim (1994).
Bedeutende Neubauten entstanden durch Rudolf von Beckerath im Jahr 1966 in Hildesheim, St. Andreas, in norddeutscher Orgeltradition mit ihrem Werkprinzip und im selben Jahr in Hameln, St. Nikolai. Mit über 40 Registern, einem Schwellwerk und elektrischen Koppeln ermöglicht das Instrument in Hameln die sachgemäße Darstellung symphonischer Orgelmusik. Jürgen Ahrend, ein weiterer Schüler von Ott, baute 1977 ein Werk im Stil des norddeutschen Barock für St. Servatius (Duderstadt), das sein größter Neubau in Niedersachsen war und internationale Bekanntheit erlangte. In Hildesheim entstanden ein dreimanualiges Werk für St. Michael von Gerald Woehl (1999), für den Hildesheimer Dom ein sechsmanualiges Werk von Romanus Seifert (2010) unter Wiederverwendung der bisherigen Orgel von Breil/Klais (1989). Ebenfalls von Romanus Seifert wurde in St. Magdalenen (2010) eine neue Orgel gebaut, die auch zu Schulungszwecken dient.